# الملكية الوطنية للتأمين
الملكية الوطنية للتأمين، هي شركة تأمين تعد الأولى في المغرب. شكلت بشكلها الحالي بعد اندماج الشركة الوطنية للتأمين والشركة الملكية للتأمين سنة 2003. تسيطر مجموعة بنجلون على رأسمال الشركة في حين يملك بنك كراديت موتوال الفرنسي 10% من رأسمالها. تملك الشركة عدة مساهمات في العديد من الشركات أهمها 27.66% في البنك المغربي للتجارة الخارجية، 12.6% في الشركة الوطنية للاستثمار، 15% في ليدك، 5.15% في مجموعة أونا.
حققت شركة RMA في عام 2017 رقم معاملات قدره 6.2 مليار درهم، بزيادة قدرها 6.2% مقارنة بالعام السابق. 